# Ko Poda
Ko Poda (también escrito Koh Poda) es una isla de la costa oeste de Tailandia, situada en la provincia de Krabi, a unos 8 km de Ao Nang. Es parte de la Mu Koh Poda, o Islas del Grupo Poda, que están bajo la administración del Parque Nacional Haad Noppharat Thara-Mu Koh Phi Phi. El grupo se compone de Koh Poda, Koh Kai,  Koh Mo and Koh Thap.